# Liste der Wappen im Freien Gemeindekonsortium Syrakus
Die Liste der Wappen im Freien Gemeindekonsortium Syrakus zeigt die Wappen der 21 Gemeinden im Freien Gemeindekonsortium Syrakus der autonomen Region Sizilien der Republik Italien. In dieser Liste sind die Wappen jeweils mit einem Link auf die Gemeinde angezeigt.

## Wappen des Freien Gemeindekonsortiums Syrakus

Freies Gemeindekonsortium Syrakus
Lage in Italien

## Wappen der Gemeinden des Freien Gemeindekonsortiums Syrakus

Augusta
Avola
Buccheri
Buscemi
Canicattini Bagni
Carlentini
Cassaro
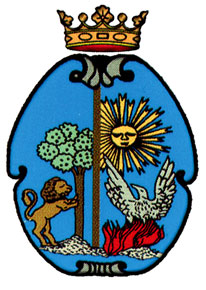
Ferla
Floridia
Francofonte
Lentini
Melilli
Noto
Pachino
Palazzolo Acreide
Portopalo di Capo Passero
Priolo Gargallo
Rosolini
Solarino
Sortino
Syrakus